# Patricia Van Walle
Patricia Van Walle (29 december 1961) is een Belgisch marxistisch politica voor PVDA (PTB).

## Biografie
Van Walle ging vanaf 1982 als contractbeheerder aan de slag in de verzekeringssector, onder meer bij AXA, en was meer dan 35 jaar lang vakbondsafgevaardigde voor de christelijke vakcentrale CNE.
Bij de Waalse verkiezingen van juni 2024 was Van Walle lijsttrekker in het arrondissement Namen. Ze werd verkozen en ging vervolgens in het Waals Parlement en het Parlement van de Franse Gemeenschap zetelen. Ook werd ze als deelstaatsenator afgevaardigd naar de Senaat.